# Rekombinantna DNK
Rekombinantne DNK (rDNK) su nukleotidne sekvence koje proizilaze iz primene laboratorijskih metoda (molekulskog kloniranja) da bi se povezao genetički materijal iz više izvora. Time se kreiraju sekvence koje inače ne bi postojale u biološkim organizmima. Rekombinantna DNK je moguća zato što DNK molekuli iz svih organizama imaju istu hemijsku strukturu. Oni se razlikuju samo u sekvenci nukleotida unutar identične sveukupne strukture. Konsekventno, kad se DNK iz stranog izvora poveže sa sekvencom domaćina koja može da se replicira, strana DNK se umnožava zajedno sa DNK domaćina.

## Literatura
- Judson, Horace F. 1979. The Eighth Day of Creation: Makers of the Revolution in Biology. Touchstone Books,  0-671-22540-5. 2nd edition: Cold Spring Harbor Laboratory Press, 1996 paperback:  0-87969-478-5.
- Micklas, David. 2003. DNA Science: A First Course. Cold Spring Harbor Press:.  978-0-87969-636-8.
- Rosenfeld, Israel. 2010. DNA: A Graphic Guide to the Molecule that Shook the World. Columbia University Press:.  978-0-231-14271-7.
- Schultz, Mark and Zander Cannon. 2009. The Stuff of Life: A Graphic Guide to Genetics and DNA. Hill and Wang:  0-8090-8947-5.
- Watson, James. 2004. DNA: The Secret of Life. Random House:.  978-0-09-945184-6.

## Spoljašnje veze
- Rekombinantna DNK
- Plazmidi kvasca